# والي سويفت جونيور
والي سويفت جونيور (بالإنجليزية: Wally Swift Jr)‏ مواليد 17 فبراير 1966 في نوتنغهام، هو ملاكم محترف بريطاني سابق صنّف ضمن فئة وزن خفيف المتوسط.

## إحصائيات
خاض خلال مسيرته 38 نزالا، فاز في 26 وتعادل في 1 وخسر في 11. فاز بالضربة القاضية في 7 نزالات.

## روابط خارجية
- والي سويفت جونيور على موقع بوكس ريك (الإنجليزية) (registration required)